# Sean Bobbitt
Sean Francis Bobbitt (Corpus Christi, 29 novembre 1958) è un direttore della fotografia britannico.
È noto per aver curato la fotografia di tutti i lungometraggi del regista Steve McQueen e quella del film Come un tuono. Nel 2021 è stato candidato all'Oscar alla migliore fotografia per Judas and the Black Messiah.

## Biografia
Nato negli Stati Uniti, inizia la sua carriera di direttore della fotografia in televisione, prima di approdare al cinema in via definitiva grazie alla collaborazione con Steve McQueen. Ha vinto il premio alla migliore fotografia per Shame agli European Film Awards ed è stato candidato al BAFTA alla migliore fotografia per 12 anni schiavo, vincendo per lo stesso film un Independent Spirit Award.

## Filmografia parziale

### Cinema
- Wonderland, regia di Michael Winterbottom (1999)
- Dog, regia di Andrea Arnold – cortometraggio (2001)
- Baciate chi vi pare (Embrassez qui vous voudrez), regia di Michel Blanc (2002)
- The Situation, regia di Philip Haas (2006)
- Hunger, regia di Steve McQueen (2008)
- Shame, regia di Steve McQueen (2011)
- Hysteria, regia di Tanya Wexler (2011)
- Trashed, regia di Candida Brady – documentario (2012)
- Everyday, regia di Michael Winterbottom (2012)
- Come un tuono (The Place Beyond the Pines), regia di Derek Cianfrance (2012)
- Byzantium, regia di Neil Jordan (2012)
- 12 anni schiavo (12 Years a Slave), regia di Steve McQueen (2013)
- Oldboy, regia di Spike Lee (2013)
- La regola del gioco (Kill the Messenger), regia di Michael Cuesta (2014)
- Rock the Kasbah, regia di Barry Levinson (2015)
- Queen of Katwe, regia di Mira Nair (2016)
- Chesil Beach - Il segreto di una notte (On Chesil Beach), regia di Dominic Cooke (2017)
- Stronger - Io sono più forte (Stronger), regia di David Gordon Green (2017)
- Widows - Eredità criminale (Widows), regia di Steve McQueen (2018)
- L'ombra delle spie (The Courier), regia di Dominic Cooke (2020)
- The Rhythm Section, regia di Reed Morano (2020)
- Judas and the Black Messiah, regia di Shaka King (2020)
- The Marvels, regia di Nia DaCosta (2023)

### Televisione
- Ragione e sentimento (Sense and Sensibility) – miniserie TV, 3 puntate (2008)

## Riconoscimenti
- Premio Oscar
  - 2021 - Candidatura alla migliore fotografia per Judas and the Black Messiah
- BAFTA
  - 2014 - Candidatura alla migliore fotografia per 12 anni schiavo
  - 2021 - Candidatura alla migliore fotografia per Judas and the Black Messiah
- Premio Emmy
  - 2008 - Candidatura alla migliore fotografia in una miniserie o film TV per Ragione e sentimento
- American Society of Cinematographers
  - 2014 - Candidatura alla migliore fotografia in un film per 12 anni schiavo
- British Independent Film Award
  - 2008 - Miglior contributo tecnico (fotografia) per Hunger
  - 2011 - Candidatura al miglior contributo tecnico (fotografia) per Shame
- Chicago Film Critics Association
  - 2013 - Candidatura alla migliore fotografia per 12 anni schiavo
- Critics' Choice Awards
  - 2014 - Candidatura alla migliore fotografia per 12 anni schiavo
- Dallas-Fort Worth Film Critics Association
  - 2013 - Candidatura alla migliore fotografia per 12 anni schiavo
- European Film Award
  - 2012 - Migliore fotografia per Shame
- Independent Spirit Awards
  - 2014 - Migliore fotografia per 12 anni schiavo
- Satellite Award
  - 2014 - Candidatura alla migliore fotografia per 12 anni schiavo